# Тельма и Луиза
«Тельма и Луиза» (англ. Thelma & Louise) — художественный фильм в стиле роуд-муви режиссёра Ридли Скотта. Премьера состоялась в 1991 году. Главные роли исполняют Сьюзан Сарандон и Джина Дэвис, номинированные за них на премии «Оскар» и «Золотой глобус».

## Сюжет
Две девушки, Тельма (Джина Дэвис) и её подруга Луиза (Сьюзан Сарандон), желают отправиться отдохнуть в горы от своей повседневной жизни на выходные. Луиза работает в кафетерии официанткой, Тельма вынуждена сидеть дома под гнётом мужа Дерилла (Кристофер Макдональд) — человека немного властного и грубого. В первом же кантри-клубе пьяную Тельму чуть не насилует Харлан (Тимоти Кархарт), но Луиза его убивает.
Девушки скрываются с места преступления. На следующее утро Луиза решает бежать в Мексику. Она звонит своему парню Джимми (Майкл Мэдсен) и просит отправить ей в ближайший банк все её сбережения. Тельме она вручает карту и велит продумать оптимальный маршрут из Оклахомы до Мексики, минуя при этом Техас.
На одной из остановок Тельма знакомится с симпатичным «студентом» Джеем Ди (Брэд Питт), который якобы следует в университет автостопом. Она просит Луизу взять попутчика, но та отказывает. Вскоре они вновь подбирают его на очередной остановке. Луиза в Оклахома-сити отправляется в банк за переводом, но встречает там Джимми. Он вручает ей конверт с деньгами, который Луиза передаёт Тельме на хранение. Вечером в отеле Джимми пытается выяснить у Луизы, в какую историю она влипла, а также преподносит ей кольцо и делает предложение, но Луиза отказывает ему, так как не хочет впутывать его в произошедшее, и понимает, что прошлой жизни не вернуть. Джимми улетает обратно домой. Тельма проводит ночь с Джеем Ди, о чём наутро сообщает подруге, но вскоре выясняется, что парень украл у девушек все деньги и скрылся.
Тем временем полиция уже начала искать подруг.
Тельма и Луиза не знают, что им делать, но едут дальше. Тельма грабит магазин. Полиция ловит Джея Ди, который сообщает, что Тельма намекнула ему на их побег в Мексику; затем ставят на прослушку домашний телефон Тельмы; допрашивают Джимми. Девушки обо всём догадываются, Луиза разговаривает с полицейскими по телефону, следователь Хэл Слокам (Харви Кейтель), который искренне хочет помочь девушкам, пытается уговорить её сдаться полиции, но разговор ни к чему не приводит, и подруги решают, что двигаться к Мексике нужно ещё быстрее.
На трассе по дороге в Большой каньон за превышение скорости их останавливает полицейский, но Тельма угрожает ему пистолетом, девушки простреливают его рацию и сажают полицейского в багажник.
Время от времени они встречают на трассе дальнобойщика, который всякий раз кричит им непристойности, и в третью встречу девушки решают с ним наконец разобраться: остановившись, они предлагают ему извиниться, но когда тот отказывается, простреливают его полуприцеп-автоцистерну с топливом. Грузовик взрывается, и девушки скрываются, оставив дальнобойщика одного посреди прерии.
Продолжая путь, девушки вскоре замечают несколько полицейских машин и решают скрыться. Но, поднявшись на плато, они видят, что за ними следует погоня: не менее десятка полицейских машин, а также вертолёт, однако Луиза отрывается от них. Полицейские их настигают на краю крутого обрыва и окружают с трёх сторон. Слокам пытается мирно разрешить ситуацию, но снайперы не опускают оружия. Перед девушками встаёт дилемма: сдаться полиции или совершить самоубийство, но остаться свободными. Они целуются и с улыбкой и слезами на лицах, крепко схватившись за руки, на полной скорости направляют машину в Каньон.

## В ролях
| Актёр                | Роль                    |
| -------------------- | ----------------------- |
| Сьюзан Сарандон      | Луиза Сойер             |
| Джина Дэвис          | Тельма Дикинсон         |
| Харви Кейтель        | следователь Хэл Слокамб |
| Кристофер Макдональд | Дэррил Дикинсон         |
| Брэд Питт            | Джей Ди                 |
| Майкл Мэдсен         | Джимми Ленокс           |
| Стивен Тоболовски    | Макс                    |
| Тимоти Кархарт       | Харлан                  |
| Люсинда Дженни       | официантка Лена         |
| Джейсон Бех          | полицейский на дороге   |
| Марко Сент-Джон      | водитель грузовика      |

## Работа над фильмом
Роль Тельмы была предложена Шер, однако та её отклонила. Джордж Клуни пять раз пробовался на роль Джея Ди, но режиссёр предпочёл отдать роль молодого «ковбоя» другому малоизвестному в то время актёру по имени Брэд Питт.
Для эротической сцены, в которой принимают участие Брэд Питт и Джина Дэвис, режиссёр Ридли Скотт хотел подобрать звезде дублёршу. Узнав о его планах, Дэвис настояла, что она должна сняться в этой сцене сама.
В фильме снимались пять одинаковых кабриолетов Ford Thunderbird 1966 года: «Авто-звезда», автомобиль со встроенными штативами для камер, запасной автомобиль и две каскадёрские машины для исполнения трюков.

## Награды и номинации

### Победы
- 1991 — премия Национального совета кинокритиков США за лучшую женскую роль (Сьюзан Сарандон и Джина Дэвис)
- 1991 — приз Golden Spike кинофестиваля в Вальядолиде (Ридли Скотт)
- 1992 — премия «Оскар» за лучший оригинальный сценарий (Кэлли Хоури)
- 1992 — премия «Бодил» за лучший неевропейский фильм (Ридли Скотт)
- 1992 — премия «Давид ди Донателло» лучшей зарубежной актрисе (Сьюзан Сарандон и Джина Дэвис)
- 1992 — премия «Золотой глобус» за лучший сценарий (Кэлли Хоури)
- 1992 — премия Национального общества кинокритиков США за лучшую мужскую роль второго плана (Харви Кайтел)
- 1992 — премия Гильдии сценаристов США за лучший оригинальный сценарий (Кэлли Хоури)

### Номинации
- 1992 — пять номинаций на премию «Оскар»: лучшая женская роль (Сьюзан Сарандон и Джина Дэвис), лучший режиссёр (Ридли Скотт), лучшая операторская работа (Адриан Биддл), лучший монтаж (Том Нобл)
- 1992 — восемь номинаций на премию BAFTA: лучший фильм (Ридли Скотт, Мими Полк Гитлин), лучшая женская роль (Сьюзан Сарандон и Джина Дэвис), лучший режиссёр (Ридли Скотт), лучшая операторская работа (Адриан Биддл), лучший монтаж (Том Нобл), лучший оригинальный сценарий (Кэлли Хоури), лучшая оригинальная музыка (Ханс Циммер)
- 1992 — номинация на премию «Сезар» за лучший зарубежный фильм (Ридли Скотт)
- 1992 — номинация на премию Гильдии режиссёров США за лучшую режиссуру — Художественный фильм (Ридли Скотт)
- 1992 — три номинации на премию «Золотой глобус»: лучший фильм — драма, лучшая женская роль — драма (Сьюзан Сарандон и Джина Дэвис)

## Музыка
Существует альтернативная концовка фильма, снятая под блюзовую песню Би Би Кинга. Однако Ридли Скотт предпочёл более динамичный финал под музыку Ханса Циммера.
| Композиция                            | Автор                                         | Исполнитель       |
| ------------------------------------- | --------------------------------------------- | ----------------- |
| «Little Honey»                        | Джон До и Дэйв Элвин                          | Келли Уиллис      |
| «Wild Night»                          | Ван Моррисон                                  | Марта Ривз        |
| «House Of Hope»                       | Тони Чайлдс и Дэвид Риккетс                   | Тони Чайлдс       |
| «I Don't Want To Love You (But I Do)» | Пол Кеннерли                                  | Келли Уиллис      |
| «Mercury Blues»                       | Роберт Геддинс и Кей Си Дуглас                | Чарли Секстон     |
| «Tennessee Plates»                    | Джон Хайатт и Майк Портер                     | Чарли Секстон     |
| «I Don't Wanna Play House»            | Гленн Саттон и Билли Шеррилл                  | Тэмми Уайнетт     |
| «Badlands»                            | Чарли Секстон                                 | Чарли Секстон     |
| «Part Of You, Part Of Me»             | Гленн Фрай и Джек Темпчин                     | Гленн Фрай        |
| «The Way You Do The Things You Do»    | Смоки Робинсон и Бобби Роджерс                | The Temptations   |
| «Kick The Stones»                     | Крис Уитли                                    | Крис Уитли        |
| «I Can't Untie You From Me»           | Холли Найт и Грэйсон Хью                      | Грэйсон Хью       |
| «No Lookin' Back»                     | Кенни Логгинс, Майкл Макдональд и Эд Сэндфорд | Майкл Макдональд  |
| «Drawn To The Fire»                   | Пэм Тиллис и Стэн Уэбб                        | Пэм Тиллис        |
| «The Ballad Of Lucy Jordan»           | Шел Силверстайн                               | Марианна Фейтфулл |
| «Don't Look Back»                     | Холли Найт и Грэйсон Хью                      | Грэйсон Хью       |
| «I Can See Clearly Now»               | Джонни Нэш                                    | Джонни Нэш        |
| «Better Not Look Down»                | Джо Сэмпл и Уилл Дженнингс                    | Би Би Кинг        |